# Frühling der Barbaren
Frühling der Barbaren ist die Novelle des deutsch-schweizerischen Schriftstellers Jonas Lüscher und zugleich dessen Erstlingswerk. Es erschien 2013 beim Verlag C. H. Beck in München, wurde mit mehreren Auszeichnungen (Franz-Hessel- und Hans-Fallada-Preis) geehrt sowie in mehrere Sprachen übersetzt.

## Inhalt
Protagonist der Novelle ist der schweizerische Geschäftsmann Preising. Er hat einen Familienbetrieb übernommen, der Schaltteile für Funkantennen herstellt. Da er nicht viel Geschäftssinn besitzt, hat er die administrative Position der Firma Prodavonic, einem jungen Techniker mit bosnischen Wurzeln, überlassen. Preising selbst dient dem Unternehmen lediglich zur Verkörperung des Images des Familienbetriebs.
In der Novelle schildert Preising die Geschichte einer Geschäftsreise nach Tunesien, während er in einer Nervenheilanstalt einen Spaziergang mit dem Ich-Erzähler führt. Die Psychiatrie ist Schauplatz der Rahmenhandlung des Werks. Der Grund für den Aufenthalt in der Anstalt wird als die „Unfähigkeit, uns [Preising und der Ich-Erzähler] als Handelnde zu verstehen“ beschrieben, die sich bei Preising in einer sturköpfigen und zugleich naiven „Besonnenheit“, beim Ich-Erzähler in einer Depression äußert.
Preising war vor kaum einem Jahr bereits in Tunesien, wo er Moncef Daghfous traf, dem Besitzer einer Fabrik, in der Preisings Unternehmen produzieren lässt. Während des Aufenthalts bei ihm kommt das Thema Kinderarbeit auf, das in seiner Ethik einerseits und Wirtschaftlichkeit andererseits als problematisch bezeichnet wird. Der Gastgeber möchte Preising unbedingt zu einem Abkommen bewegen und bietet ihm dafür sogar die Heirat einer seiner Töchter an. Der Protagonist möchte ablehnen, allerdings wird Daghfous in diesem Moment zu dem Brand eines seiner Phosphatwerke gerufen. Der Tunesier stirbt im Feuer, und Preising muss das Haus des Gastgebers verlassen.
Bei seinem zweiten Besuch in Tunesien wird er von Slim Malouch, dem Konkurrenten von Daghfous, und seiner ältesten Tochter Saida, aufgenommen. Nach einem Aufenthalt in Tunis begibt sich Preising mit Saida in ein Ferienresort von Slim Malouch. Auf den Weg dorthin durch die Wüste entdecken die beiden einen Bus, der ein Dutzend Kamele überfahren hat. Das Leid der Tiere, die Fürsorglichkeit des Besitzers und die Obskurität der Situation stellen den Leser auf die folgenden Szenen ein.
Im Thousand and One Night Resort angekommen, begegnet Preising den anderen Gästen, die anlässlich einer Hochzeit zweier junger Briten angereist sind. Sie arbeiten großteils an der Londoner Börse, dementsprechend sind auch ihr Verhalten und ihre Kleidung. Preising freundet sich schnell mit der Mutter des Bräutigams, Pippa, an, die wie der Schweizer die Hochzeitsfeier als dekadent betrachtet.
In den nächsten Tagen schließt Preising auch Freundschaft zu Pippas Ehemann Sanford, einem Soziologieprofessor. Die beiden nehmen sich vor, zu alten Siedlungen der Berber zu fahren.
Die Hochzeit beginnt. Die Braut reitet auf einem Kamel zum Altar, was die Dekadenz der Feier illustriert. Nach einem ausgelassenen Fest im Wüstenresort erfährt die Managerin Saida am nächsten Morgen, dass die Londoner Börse über Nacht eingebrochen war und die Gäste aus England über Nacht sowohl einen Großteil ihres Vermögens, als auch höchstwahrscheinlich ihren Arbeitsplatz verloren hatten. Als Reaktion darauf versucht sie, die Kreditkarten der Gäste zu belasten, verweigert ihnen jeglichen Service durch das Hotelpersonal und bittet sie, noch am selben Tag abzureisen.
Als die Hochzeitsgäste aufwachen und mit den schlechten Nachrichten konfrontiert werden, bricht Verzweiflung aus. Die Situation eskaliert zunehmend. Nachdem die Gäste im Hotel kein Essen mehr bekommen, schlachten sie irrwitzigerweise das Kamel aus der Hochzeitszeremonie, um damit zusammen mit einer ebenfalls gerade getöteten Hündin und ihren Welpen ein traditionelles tunesisches Gericht, Hammel gefüllt mit Ziege gefüllt mit Wachtel, nachzukochen. Die Situation spitzt sich weiter zu, als das Feuer, über dem das Kamel zubereitet werden soll, außer Kontrolle gerät und das Resort wenig später in Flammen steht.
Preising kann der grotesken Situation durch ein von Saida bestelltes Fahrzeug entfliehen. Zurück in Tunis besuchen er und Saida eine der Firmen, in der Preisings Unternehmen produzieren lässt. Die Arbeiter dort sind Kinder, aus Südsudan geflohene Dinkas, die unter sichtbar schlechten Bedingungen arbeiten. Saida wird als Tochter des Fabrikeigentümers festgenommen.

## Auszeichnungen
Das 2013 in München veröffentlichte Werk wurde im selben Jahr mit dem Franz-Hessel-Preis und 2016 mit dem Hans-Fallada-Preis ausgezeichnet. 2024 wählte Der Spiegel das Werk unter die 100 besten deutschsprachigen Romane, die zwischen 1924 und 2024 erschienen sind.

## Kritik
Ijoma Mangold schrieb in seiner Besprechung der Novelle: „Lüscher ist ein meisterhafter Gesellschaftsbeobachter. [...] So geistreich-boshafte Gesellschaftsphysiognomien kann sonst in Deutschland nur Martin Mosebach schreiben. Für mich ist Jonas Lüscher [...] die große Entdeckung in diesem Jahr. Der Stoff, mit dem seine Novelle spielt, ist unbedingt relevant.“